# Gabriel Pierre
Gabriel Pierre, född den 21 december 1966, är en kubansk före detta basebollspelare som tog silver för Kuba vid olympiska sommarspelen 2000 i Sydney. 2000 var första gången Kuba inte tog guld i baseboll vid olympiska sommarspelen.